# Oulad Abdoune
Oulad Abdoune (àrab أولاد عبدون) és una comuna rural de la província de Khouribga de la regió de Béni Mellal-Khénifra. Segons el cens de 2014 tenia una població total de 13.574 persones.